# Джоузеф Кенеди II
Джоузеф Патрик Кенеди II (на английски: Joseph Patrick Kennedy II) е американски политик от Демократическата партия, който е служил като член на Камарата на представителите на САЩ за щата Масачузетс.

## Биография
Роден е на 24 септември 1952 г. в Бостън, Масачузетс. Завършил е Масачузетския университет.
Той е най-голям син и второ дете на главния прокурор на САЩ (1961 – 1964) и сенатор от Ню Йорк (1965 – 1968) Робърт Кенеди, най-голям внук на американския посланик на САЩ във Великобритания (1937 – 1940) Джоузеф Патрик Кенеди и племенник на 35-ия президент на САЩ (1961 – 1963) Джон Кенеди и на сенатора от Масачузетс (1962 – 2009) Тед Кенеди.
Той има ирландски произход и е четвърто поколение политик.
Женен е, има две деца и четирима внуци. Единият от синовете му – Джоузеф Кенеди III от 2013 г. служи като член на Камарата на представителите на САЩ за щата Масачузетс.